# Burcht Jonckholt
De burcht van Jonckholt is een versterking nabij Hoelbeek, ontstaan in de 13de eeuw als een omwalde, houten residentie van de plaatselijke grootgrondbezitters, leenmannen van de graaf van Loon. Door het toegenomen strategisch belang in de 16de eeuw werd Jonckholt uitgebouwd tot een militaire vesting met een stenen ommuring met hoektorens en nog een bijkomende aarden omwalling.  

## Heerlijkheid
Vermoedelijk was Jonckholt oorspronkelijk een allodium, dat in de 11e of 12e eeuw werd ingelijfd door het Graafschap Loon en in leen gegeven aan de heren van Jonckholt. Dit leengoed omvatte, naast Jonckholt, vanaf de 14e eeuw ook Hoelbeek en Groenendaal. De heren van Jonckholt waren verwant aan het geslacht Hamal uit 's Herenelderen. In 1288 werd dit geslacht voor het eerst vermeld als Johan van Jochout.
In 1390 waren er geen mannelijke erfopvolgers meer en werd het goed verdeeld tussen de twee dochters. Jonckholt en Hoelbeek gingen naar de oudste dochter, welke gehuwd was met Hendrik van Guigoven, die slotvoogd was van Kolmont. De heerlijkheid ging in 1414 over op de familie Van Rijkel-Gelinden, in 1436 op de familie Van den Bosch de Mopertingen, in 1494 op de familie De Merode de Houffalize. In 1639 werd het goed door Anne François de Merode de Houffalize verkocht aan Karel Egidius Vaes, welke heer van Schalkhoven was. Later ging het, door huwelijk, over op de familie Van Eyll, welke het behield tot 1819.
De burcht, welke het centrum van Jonckholt vormde, was toen al lang verdwenen. Op de Ferrariskaarten (eind 18e eeuw) was hij niet ingetekend. Op een kaart van Eugène-Henri Fricx uit 1744 waren echter nog overblijfselen van de burcht te zien, voornamelijk bestaande uit aarden wallen.

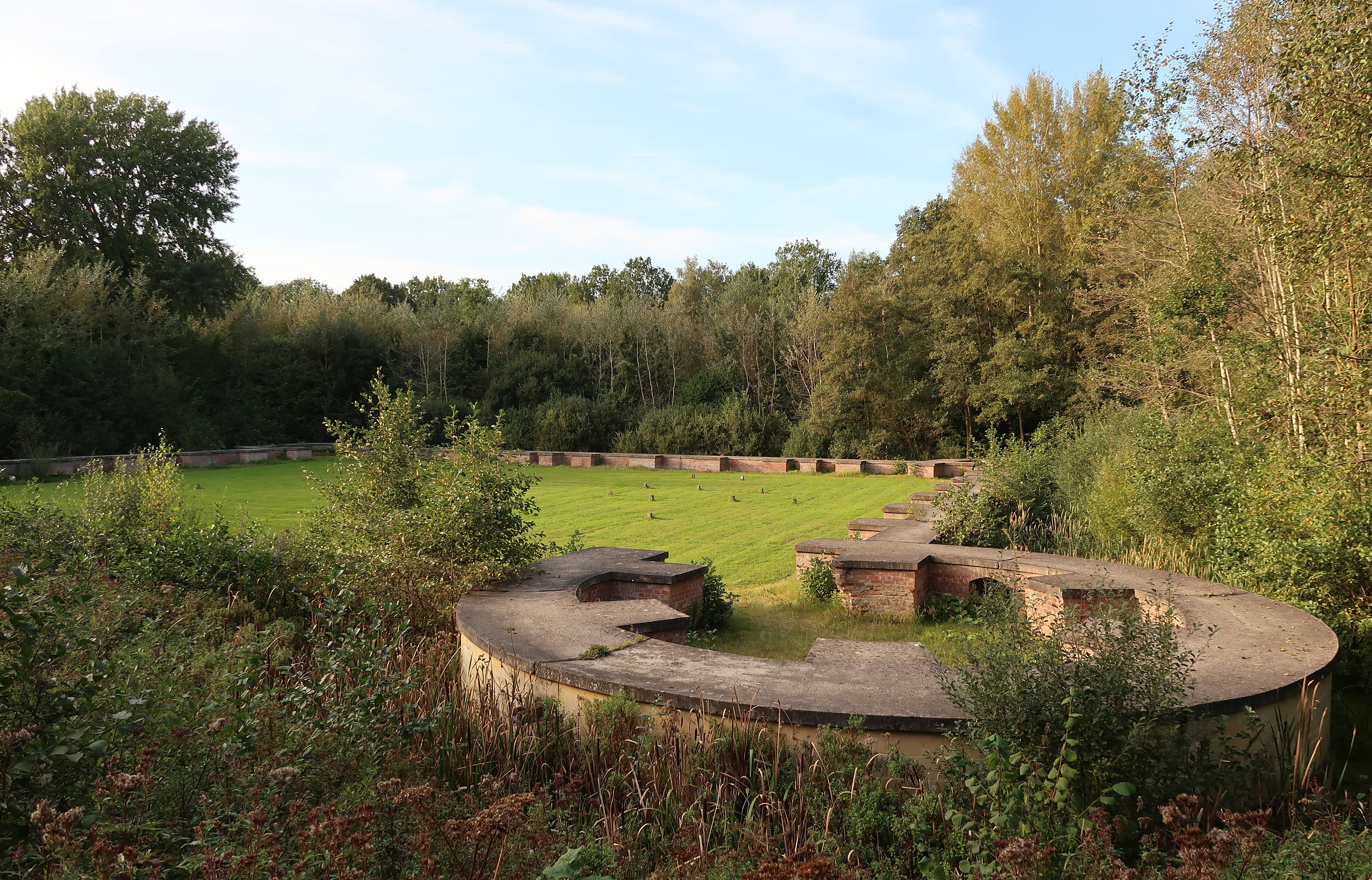
Ruïne van Jonckholt

## Burcht
Van 1985-1987 werden op het terrein van de burcht opgravingen verricht, waarbij fundamenten van de burcht werden blootgelegd. De fases in de inrichting van de versterkingen van Jonckholt werden sindsdien door archeologen en historici enkele keren geherinterpreteerd :
* Curtisfase: rond 1200 werd in een moerassig gebied een gedeelte van 40x40 meter ongeveer 1 meter opgehoogd als een eilandje met een gracht rond. Op het omgracht terrein met een versterkte poort stonden een vijftal houten bouwwerken. Dit wooneiland vormde de omwalde hoeve of curtis van het leengoed van de plaatselijke machthebber, die van de de graaf van Loon ook een belangrijk deel van het plaatselijk overheidsgezag in leen hield. Aan het einde van de 14de eeuw kwam aan die functie een einde. De bezitters van Jonckholt huwden toen in families die andere, beter gelegen en meer comfortabele kastelen in bezit hadden. Jonckholt was dan waarschijnlijk niet meer de residentie van de bezitters maar behield wel een economische betekenis als leenhof en cijnshof voor het beheer van het goed dat verpacht aan de dorpsbewoners; een beheer dat lokaal voor de heren werd uitgeoefend door een rentmeester.
* Militaire fase: bij de aanloop van de Tachtigjarige Oorlog, omstreeks 1565-1568, ten tijde van van de opstand in de Nederlanden tegen de Spaanse koning, kreeg Jonckholt een stategisch belang voor de verdediging tegen troepen van Oranje die vanuit Duitsland, over Maastricht, de Spaanse Nederlanden wilden binnenvallen. Jonckholt werd in die periode uitgebouwd tot een militaire vesting, die de passage langs die route moest ontraden. De site was in die tijd in het bezit van de familie de Merode, waarvan verschillende leden een rol speelden in het Spaanse militaire bestuur en het leger. Jonckholt werd in de 16e eeuw verbouwd tot een militair fort. Het oorspronkelijke omgrachte plateau werd uitgebreid. Er kwam een stenen ommuring in bakstenen met bekleding in mergelstenen en daarrond een gracht. Binnenin bleven de gebouwen in hout. Zo ontstond een stenen waterburcht met een nagenoeg vierkant grondplan van 52×40 meter met op iedere hoek een hoektoren met schietgaten. Rond de stenen burchtmuren kwamen er extra aarden wallen en grachten met op iedere hoek een cirkelvormig bastion. De aarden omwalling werd in die periode vaker voorzien bij versterkingen opdat de opkomende kanonnen niet rechtstreeks op de stenen muren konden raken.   
* Verval tot ruïne: Omstreeks 1600 verloor Jonckholt zijn militaire belang zodra de Tachtigjarige Oorlog zich meer naar Duitsland verplaatste. De ligging in moerassig gebied was economisch eerder ongunstig. Jonckholt verviel tot een ruïne. De bouwsels werden afgebroken tot op het maaiveld. Enkel de aarden wallen en grachten bleven zichtbaar in het landschap.
Na het afsluiten van archeologische opgravingen in 1987 werden de mergelstenen fundamenten van de muren en hoektorens geconserveerd en werd de site toegankelijk gemaakt